# Prochilodus argenteus
Prochilodus argenteus är en fiskart som beskrevs av Johann Baptist von Spix och Agassiz 1829. Prochilodus argenteus ingår i släktet Prochilodus och familjen Prochilodontidae. Inga underarter finns listade i Catalogue of Life.